# Јужна Азија
Јужна Азија је јужни геополитички подрегион азијског континента коју чине Индијског потконтинента, острво Цејлон и Малдивски архипелаг. Њене границе на копну су Хималаји и Каракорум са севера, Иранска висораван са запада и Асамско-мјанмарске планине са истока.

## Географија
Јужна Азија широко је отворена према Индијском океану, а од централног дела континента оштро је одвојена високим планинским ланцима. Због величине, изолованости (лакше је доћи у регију морем него копном) и специфичних цивилизацијских, културних, верских и историјских карактеристика често се назива Индијским потконтинентом.
На северу је омеђена Хималајима, Каракорумом и Хиндукушом, највишим планинским подручјем света. На планинско подручје надовезују се низијски крајеви у поречјима река Ганга, Брамапутре и Инда. Полуострвски део Јужне Азије заузима Декан, пространо заравњено подручје које има облик висоравни, углавном на висинама између 400 и 600 m. Острвски свет Јужне Азије чине велико острво Шри Ланка и велики број коралних острва и гребена раштрканих по великој морској површини (Малдиви и Лакадиви).
Индијско полуострво је било некада део прастарог континента Гондване. Затим се од њега одвојио и пре 10 до 20 милиона година сударило са Азијом. То је изазвало набирање земљине коре и стварања највећег и највишег планинског система на земљи – Хималаја. На западу Индијског полуострва налази се пустиња Тар.
Највећи градови су Бомбај, Калкута, Њу Делхи итд. Предњачи у свету у производњи чаја, говеда и банана.

### Реке
Реке Јужне Азије имају највећи значај у њеном северном делу. На исток тече Ганг који се улива у Бенгалски залив с најширом делтом на свету. Пре ушћа прима с леве стране Брамапутру. На северозападу регије највећа река је Инд која извире у западном подручју Хималаја, а улива се у Арабијско море. Иако је Ганг најкраћа од три велике реке Индијског потконтинента, њен економски значај је највећи, а у свести индијског становништва има значење свете реке. На полуострву Декану већина река тече у смеру пружања упоредника, а притоке Бенгалског залива знатно су дуже. Најпознатија река је Годавари. У долинама река гаје се банане, памук, чај, зачини итд.

### Клима
Клима је у већем делу регије у знаку монсуна. Летњи монсуни доносе с океана обиље влаге и кише. Олујне кише често су праћене понекад катастрофалним поплавама. У подножју Хималаја се налази најкишовитије место на свету – Чарапунџа (12 000 mm). Овакво стање траје пола године, а друга половина године је сушна, тако да унутрашњост Декана може бити изложена дуготрајним сушама. У зимском периоду преовлађују североисточни суви континентални монсуни, а време је свеже, слично европском пролећу. Тада дувају ваздушне масе са копна на море па стога и нема падавина. Суше су најизраженије у пакистанском делу регије (Пенџаб и Тар).
У Асаму и Бенгалу на североистоку преовлађују влажне тропске зимзелене шуме, а на поплавним деловима делте Ганга саване са високом травом. Простране монсунске шуме, које су некада покривале долину Ганга, искрчене су ради ширења обрадивих површина. На северозападу се највећи део убраја у најсушније крајеве регије. То је полупустињски и пустињски део поречја Инда, али су воде ове велике реке драгоцене за вештачко наводњавање пољопривредних површина. На највећем делу полуострва Декана у централном и јужном делу Индијског потконтинента вегетацију влажнијег приморја чине тропске шуме, док је унутрашњост углавном под травним покривачем (саване).

## Државе
Цела регија била је 2 века под утицајем Велике Британије, а он се огледа чак и данас. Након Другог светског рата све државе су постале независне. Године 1947. Настала је Индија, Источни и Западни Пакистан који је након грађанског рата (1971. год.) постао држава Бангладеш.
- Пакистан – Окосницу чини река Инд, која у горњем току прима 5 притока са десне стране (Пенџаб), а у доњем току тече кроз пустињу Тар. Преко Пакистана води чувени превој Кајбер (пут којим су освајачи са запада стизали у Индију).
- Непал и Бутан – су сиромашне краљевине смештене на Хималајима. Обе развијају планински туризам, а становништво се претежно бави пољопривредом.
- Малдивска острва – има око 1200 острва. Већина живи од туризма и риболова.
- Бангладеш – једна од најсиромашнијих земаља света. Прва је на удару катастрофалних монсуна, али становништво и поред тога остаје, јер има 3 жетве годишње. Највећи је извозник памука на свету.
- Шри Ланка – од Индије је раздвојена морским пролазом који је премошћен низом коралних острва које зову Адамов мост. Најважнији извозни артикал је зелени чај.
- Индија - назив Индија су користили Грци, Римљани, Арапи (Хинд), и Персијанци (Хиндустан), а он потиче од реке Инд која значи „река“. Индијци своју земљу зову Бхарат према митском праоцу Бхарати. По површини заузима 7. (3,3%), а по броју становника 2. (20%) место у свету (1,257 милијарди становника). Дели се на 3 јасно изражене целине: Хималаје, Индоганшку низију и висораван Декан (југ). Клима је монсунска. Летњи монсун – „хариф“ значајан је за пољопривреду. Богата је рудама гвожђа, мангана, боксита, има дијаманата, али највише има каменог угља (4. по резервама у свету).

- Табраизијево светилиште, Мултан, Пакистан
- Мумбај, Индија
- Катманду, Непал
- Паро, Бутан
- Рибља пијаца, Бангладеш

## Становништво
Индија и околне земље су познате по великом броју становника, и густини насељености, малом писменошћу и великим процентом запошљених у пољопривреди. Читава регија броји 1,7 милијарди становника. Јужна Азија је дом неких од најпопуларнијих градова на свету. Карачи, Делхи и Мумбај представљају једне од највећих мегалополиса на свету.
Историјску посебност Индије чини подела на „касте“ која и данас постоји. У Индији постоји преко 200 народа, а неки од њих су и најбројнији на свету, Хиндустанци (други), Бенгалци (трећи) Пенџапци (девети), Раџистанци, Тамили итд.

### Језици
У Јужној Азији се говоре преко 500 језика, а на првом месту је Хинди језик, са скоро 422 милиона говорника. На другом месту по броју говорника је бенгали, са око 210 милиона говорника. Панџаби је трећи најзаступљенији језик са око 130 милиона говорника.

### Етничке групе
Јужна Азија, која се састоји из Индије, Пакистана, Бутана, Непала, Бангладеша, Малдива и Шри Ланке, етнички је веома разнолика, са преко 2.000 етничких ентитета чији припадници броје од неколико стотина милиона до малих племенских група. Јужна Азија је током времена нападана и насељавана од стране многих етничких група, укључујући Дравиде, Индо-Иранце, Тибето-Бурманце и Аустроазијате. Спајањем ових различитих група настао је мозаик култура са многим заједничким језицима и веровањима. Али традиције различитих етничких група утемељене су раније, тако да постоје чак и снажне, локалне традиције које се нису мењале, попут јужноиндијске и бенгалске културе.
Друге етничке групе, као пто су народи Сука, Кушани и Хуни, доселиле су се касније из средње Азије и утицале на већ постојеће културе у Јужној Азији. Међу последњим досељавањима било је досељавање Арапа, Турака, Авганистанаца и Монгола. Међутим, арапски утицај готово је безначајан у поређењу са утицајем Турака, централноазијских Иранаца и Авгана, који су увели персијску исламску културу у региону и допринели стварању језика урду, синкретичког језика насталог утицајем индо-персијског наслеђа, који је широко распрострањен данас. Енглези и Британци су данас као етничка група у Јужној Азији готово неприсутни, али су након два века владавине овим просторима ипак оставили траг западне културе који се види у елитним класама Индије, Пакистана, Бангладеша и Шри Ланке.
На северу Пакистана живи малобројни народ Буриши, чији језик није сродан другим језицима.

### Највећа урбана подручја
| Позиција | Град                 | Држава    | Популација | Површина (km²) | Густина насељености (/km²) |
| -------- | -------------------- | --------- | ---------- | -------------- | -------------------------- |
| 1        | Делхи                | Индија    | 23,998,000 | 2,072          | 12,100                     |
| 2        | Карачи               | Пакистан  | 23,500,000 | 3,512          | 6,692                      |
| 3        | Мумбај               | Индија    | 17,712,000 | 546            | 32,400                     |
| 4        | Дака                 | Бангладеш | 15,669,000 | 360            | 43,500                     |
| 5        | Колката              | Индија    | 14,667,000 | 1,204          | 12,200                     |
| 6        | Лахор                | Пакистан  | 10,052,000 | 1,371          | 5,649                      |
| 7        | Бангалор             | Индија    | 9,807,000  | 1,166          | 8,400                      |
| 8        | Ченај                | Индија    | 9,714,000  | 971            | 10,000                     |
| 9        | Хајдерабад           | Индија    | 8,754,000  | 1,230          | 7,100                      |
| 10       | Фејсалабад           | Пакистан  | 7,480,675  | 927            | 8,069                      |
| 11       | Ахмедабад            | Индија    | 7,186,000  | 350            | 20,600                     |
| 12       | Пуна                 | Индија    | 5,631,000  | 479            | 11,800                     |
| 13       | Равалпинди–Исламабад | Пакистан  | 5,510,000  | 1,172          | 5,900                      |
| 14       | Сурат                | Индија    | 5,447,000  | 233            | 23,400                     |

## Религија
Главна религија је хиндуизам, а у Индији је настао и будизам који је доминантна религија у Бутану, Непалу и Шри Ланки. Хиндуисти чине 63,65%, а муслимани 33,51% укупног становништва. Узете заједно, може се рећи да Јужна Азија као регион има највећи популацију муслимана на свету. Индијске религије које потичу из Јужне Азије јесу хиндуизам, ђаинизам, будизам и сикизам. Иако су индијске религије повезане са историјом Јужне Азије, оне представљају широк спектар верских заједница које су раширене и ван ове регије.